# Renée Taylor
Renée Taylor, geboren als Renée Wexler (New York, 19 maart 1933) is een Amerikaanse actrice, comédienne, schrijfster, en regisseuse.
Zij werd voor haar rol van de flamboyante moeder van Fran Fine in de serie The Nanny (1993-1999) genomineerd voor een Emmy. Samen met haar man, acteur en schrijver Joseph Bologna, schreef ze het scenario Lovers and Other Strangers waarvoor zij een Academy Award-nominatie kregen. Samen met haar man werkte zij aan vele projecten. Hun laatste toneelstuk Bermuda Avenue Triangle was lang in Los Angeles te zien en wordt waarschijnlijk verfilmd.

## Filmografie
- Bibliothèque nationale de France: cb14554644v (data)
- Gemeinsame Normdatei: 1100946721
- International Standard Name Identifier: 0000 0000 2785 4218
- Library of Congress Control Number: n86141933
- Bibliotheek van het Japanse parlement: 00458415
- Nationale Bibliotheek van Israël: 987007271290605171
- Nationale Bibliotheek van Polen: a0000001039562
- Nederlandse Thesaurus van Auteursnamen: 07159972X
- Virtual International Authority File: 252000
- WorldCat: E39PBJvd3QdYBmYCqkdfvHfH4q